# Фигурное катание на зимних Олимпийских играх 1976
Соревнования по фигурному катанию на зимних Олимпийских играх 1976 года прошли с 4 по 13 февраля в Инсбруке, Австрия. Спортсмены соревновались в четырёх дисциплинах: в мужском и женском одиночном катании, в парах. Именно на этих соревнованиях впервые спортивные танцы на льду были введены в олимпийскую программу.

## Участники
В четырёх спортивных дисциплинах приняли участие 105 спортсменов (52 мужчины и 53 женщины) из 18 стран.
| - Австралия (2) - Австрия (6) - Великобритания (12) - Венгрия (3) - ГДР (10) - Италия (7) - Канада (11) - Нидерланды (1) - Польша (3) | - СССР (16) - США (15) - Финляндия (1) - Франция (1) - ФРГ (4) - Чехословакия (6) - Швейцария (3) - Республика Корея (1) - Япония (3) |

## Общий медальный зачёт
| Место | Страна         | Золото | Серебро | Бронза | Всего |
| ----- | -------------- | ------ | ------- | ------ | ----- |
| 1     | СССР           | 2      | 2       | 0      | 4     |
| 2     | США            | 1      | 0       | 1      | 2     |
| 3     | Великобритания | 1      | 0       | 0      | 1     |
| 4     | ГДР            | 0      | 1       | 2      | 3     |
| 5     | Нидерланды     | 0      | 1       | 0      | 1     |
| 6     | Канада         | 0      | 0       | 1      | 1     |
|       |                |        |         |        |       |
| Всего | Всего          | 4      | 4       | 4      | 12    |

## Медалисты
| Дисциплина                              | Золото                                      | Серебро                                 | Бронза                                |
| --------------------------------------- | ------------------------------------------- | --------------------------------------- | ------------------------------------- |
| Мужское одиночное катание см. подробнее | Джон Карри Великобритания                   | Владимир Ковалёв СССР                   | Толер Крэнстон Канада                 |
| Женское одиночное катание см. подробнее | Дороти Хэмилл США                           | Дианне де Леу Нидерланды                | Кристине Эррат ГДР                    |
| Парное катание см. подробнее            | СССР · Ирина Роднина · Александр Зайцев     | ГДР · Роми Кермер · Рольф Эстеррайх     | ГДР · Мануэла Грос · Уве Кагельман    |
| Танцы на льду см. подробнее             | СССР · Людмила Пахомова · Александр Горшков | СССР · Ирина Моисеева · Андрей Миненков | США · Коллин О’Коннор · Джеймс Миллнс |

Короткую программу Роднина и Зайцев исполнили чисто и стали лидерами, в произвольной были допущены несколько ошибок, Зайцев коснулся льда рукой при приземлении с двойного акселя, однако отлично была выполнена подкрутка тройной флип. Все судьи дали первые места, десять оценок «5,9» и восемь оценок — «5,8». Обе программы этой пары были поставлены на цыганские и молдавские мелодии, а знаменитая «Калинка» была исполнена на показательных выступлениях.
Пахомова и Горшков  безупречно исполнили произвольную программу под испанскую музыку , а популярное тогда танго «Кумпарсита» танцевали на показательных выступлениях.

## Факты
- В соревнованиях по фигурному катанию на XII зимних Олимпийских Играх принимали участие спортсмены из Европы, Северной Америки, Азии и Австралии с Океанией.
- В соревнованиях по фигурному катанию на XII зимних Олимпийских Играх принимали участие рекордное количество фигуристов 105 спортсменов.
- Самой молодой фигуристкой на Олимпиаде-1976 стала Елена Водорезова из СССР: ей было на тот момент всего 12 лет и 266 дней.
- Самым старшим участником стал Пётр Боянчик из Польши, катавшийся в танцевальной паре с Терезой Вейной, — ему было  29 лет и 220 дней.
- На XII зимних Олимпийских Играх спортивная делегация из Венгрии состояла лишь из фигуристов.
- Немногочисленная спортивная делегация Южной Кореи на XII зимних Олимпийских Играх на треть состояла из фигуристов.
- В спортивной делегации Нидерландов на XII зимних Олимпийских играх была лишь одна фигуристка и она выиграла серебряную медаль.
- Спустя 16 лет в соревнованиях по фигурному катанию на Олимпийских играх вновь приняли участие фигуристы из Австралии с Океанией.